# 薩米特鎮區 (堪薩斯州學托擴縣)
薩米特鎮區（英語：Summit Township）為美國堪薩斯州學托擴縣轄下的鎮區。2010年美国人口普查中該鎮區人口有78人。

## 地理
薩米特鎮區涵蓋面積145.02平方（55.99平方英里），境內無城市設立。

### 墓園
根據美國地質調查局的資料，此鎮區擁有3座墓園：
- 德尼克墓園（Denick Cemetery）
- 羅傑斯墓園（Rogers Cemetery）
- 斯普林克里克墓園（Spring Creek Cemetery）

### 溪流
通過此鎮區的溪流有：
- 普爾溪（Pool Creek）
- 波森溪（Possum Creek）
- 羅克溪（Rock Creek）
- 斯普林溪（Spring Creek）

## 人口統計
根據2010年美國人口普查，薩米特鎮區人口有78人，住房56戶，人口密度為0.54人/每平方公里。此鎮區居民之種族有96.15%為白人；0%為非裔美國人；1.28%為美洲原住民；0%為亞裔美國人；0%為太平洋島裔美國人；0%為其他種族；另外有2.56%為混血種族。而西班牙裔或拉丁裔美國人佔此鎮區人口的0%。

## 外部連結
- City-Data.com （页面存档备份，存于）